# 寺島裕
寺島 裕（てらじま ゆたか、1895年12月1日 - 1968年7月23日）は、昭和初期から昭和の半ばにかけて活躍した日本の考古学者、郷土史家である。別名は悠峰英彦。

## 経歴
静岡県生まれ。1919年日本大学法学部卒業。在学中から柴田常恵に考古学を学び、1940年に柴田が武蔵野三十三観音霊場を開創したことを受けて、これを巡拝するために武蔵野史蹟研究会を発足させ、武蔵野鉄道沿線の史跡の見学会を定期的に開催した。戦時中に羽入に疎開し、のち伊勢崎に転居。同会は関東史蹟会と改め、会長を務めた。東京都板橋区史編纂主任、東武鉄道沿線史蹟名所総覧編纂主任なども務める。杉山城の史跡としての価値を発見した人物としても知られる。

## 親族
父親は函館戦争に幕府軍の一員として参加したこともある鎌田造酒之助英家（のちに寺島名字となる）。1920年、ジャーナリストでのちに東京都新宿区議会議員になる山根キクと結婚し、四男一女を授かるが長女は幼くして病死する。のち、離婚し、1952年に相川考古館の相川徹子と結婚。

## 著書
- 寺島裕『史蹟の武蔵野を探ねて』新生堂、1936年。国立国会図書館書誌ID:000000923363。
- 寺島裕『行楽と史蹟の武蔵野 「史蹟の武蔵野を探ねて」姉妹編』新生堂、1937年。国立国会図書館書誌ID:000000713032。
- 寺島裕『史蹟の武州忍町』武蔵野史蹟研究所、1942年。国立国会図書館書誌ID:000000668587。NDLJP:1043744
- 寺島裕 『行田市金石文集』 行田市役所 1955年
- 寺島裕 編『羽生金石文集成』関東史蹟会、1971年。国立国会図書館書誌ID:000001213250。